# Jacob Steiner (matematikus)
Jacob Steiner (Utzenstorf, Bern kanton, Svájc 1796. március 18. – Bern, 1863. április 1.) svájci matematikus.

## Munkássága
Mint úttörő geométer számos tétel, állítás őrzi a nevét, eredmény van neki tulajdonítva. A teljesség igénye nélkül:
- Steiner-tétel: a tehetetlenségi nyomaték kiszámításáról
- Papposz-Steiner-tétel: a centrális vetítés kettősviszonytartó
- Steiner-Lehmus-tétel (en)
- Ponclet-Steiner-tétel (en) szerint minden, körzővel és vonalzóval elvégezhető szerkesztés elvégezhető csak vonalzóval, ha adva van egy kör a középpontjával[7]
- Steiner-pont: (en) a háromszög egyik neves pontja
- Steiner-tétel: két projektív sugársor metszése kúpszelet[7]
- Steiner-féle záródási tétel (en)
- Steiner-hatvány: két kör között értelmezett mennyiség, a pont körre vonatkozó hatványának egy általánosítása
- Minkowski–Steiner formula (en)
- Steiner ellipszis: (en) egy háromszöget a három oldalfelező pontjában érintő ellipszis

Nevét nem őrző eredményei:
- a projektív geometria alaptétele: két kollineáris ponthármas egyértelműen meghatároz egy projektivitást[8]
- pont körre vonatkozó hatványa